# Flashlight
Flashlight – singel polskiej piosenkarki Kasi Moś, wydany 10 lutego 2017. Piosenkę napisali Kasia Moś, Pete Barringer oraz Rickard Bonde Truumeel. 
18 lutego singiel wygrał krajowe eliminacje eurowizyjne, dzięki czemu reprezentował Polskę w 62. Konkursie Piosenki Eurowizji w 2017.
Utwór znalazł się na 55. miejscu listy AirPlay, najczęściej odtwarzanych utworów w polskich rozgłośniach radiowych. Do piosenki został zrealizowany teledysk, który miał premierę 12 lutego 2017 w serwisie YouTube. Piosenkarka wystąpiła w nim nago, co stało się tematem licznych publikacji medialnych.

## Geneza
Utwór powstał podczas sesji nagraniowej zrealizowanej w czasie pobytu Kasi Moś w Londynie. Piosenka została napisana przez wykonawczynię oraz dwóch brytyjskich producentów – Pete’a Barringera oraz Rickarda Bonde Truumeela. 

## Teledysk
12 lutego 2017 w serwisie YouTube ukazał się oficjalny teledysk do utworu. Za realizację materiału odpowiedzialni byli Maciek „Hiacenty” Malinowski, Sebastian Ledwoń i Marcin Bania. W klipie Kasia Moś wystąpiła nago, a gościnnie pojawili się w nim członkowie Orkiestry Aukso prowadzonej przez ojca piosenkarki, Marka Mosia.

## Konkurs Piosenki Eurowizji
Utwór został zgłoszony jako propozycja piosenki do 62. Konkursu Piosenki Eurowizji organizowanego w Kijowie w maju 2017. Utwór zakwalifikował się do stawki finałowej krajowych eliminacji eurowizyjnych, które odbyły się 18 lutego 2017. Propozycja została zaprezentowana jako szósta w kolejności. Ostatecznie zdobyła największą liczbę 19 punktów po zliczeniu głosów telewidzów (2. miejsce) i jurorów (1. miejsce z maksymalną liczbą 50 punktów), dzięki czemu wygrała krajowe eliminacje i reprezentowała Polskę w 62. Konkursie Piosenki Eurowizji. Piosenka została zaśpiewana przez Moś podczas pierwszego półfinału, który odbył się 9 maja 2017, i została zakwalifikowana do finału. 13 maja utwór zajął 22. miejsce w koncercie finałowym konkursu.

## Odbiór i wykonania na żywo
Po premierze utwór „Flashlight” zdobył wiele pozytywnych recenzji od krytyków oraz fanów Konkursu Piosenki Eurowizji. Po zwycięstwie w krajowych eliminacjach otrzymał kolejne dobre oceny.
Pierwsze wykonanie utworu na żywo miało miejsce 10 lutego 2017 w programie śniadaniowym Dzień dobry TVN. Później został zaprezentowany m.in. w programie Pytanie na śniadanie w TVP2. 18 lutego piosenka została wykonana podczas krajowych eliminacji do 62. Konkursu Piosenki Eurowizji. Piosenkarce na scenie towarzyszył klawiszowiec, skrzypek, perkusista i gitarzysta. 25 lutego artystka gościnnie zaśpiewała utwór podczas finału ukraińskich selekcji eurowizyjnych. Na przełomie marca i kwietnia piosenka zostanie zaprezentowana przez reprezentantkę na koncertach promocyjnych w: Amsterdamie (Eurovision in Concert), Londynie (London Eurovision Party), Madrycie (Spain Eurovision Pre-Party), Tel Awiwie (Israel’s Calling) i Rydze (Eurovision Pre-Party Riga).

## Pozycje na listach airplay
| Kraj   | Lista (2017)      | Najwyższa pozycja |
| ------ | ----------------- | ----------------- |
| Polska | AirPlay – Top     | 55                |
| Polska | AirPlay – Nowości | 1                 |